# Casa del Sacello di Legno

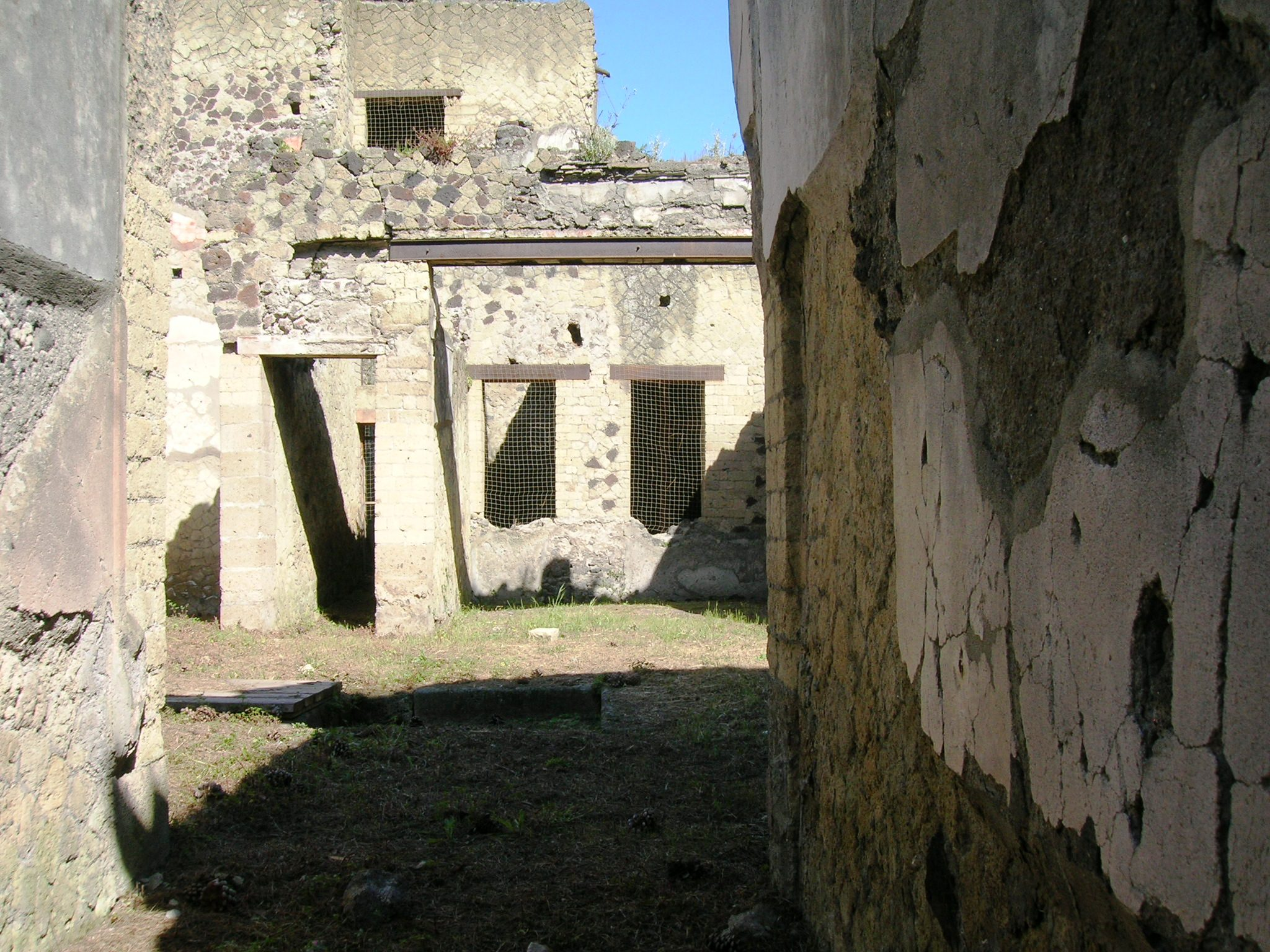
L'atrio

La casa del Sacello di Legno è una casa di epoca romana, sepolta dall'eruzione del Vesuvio del 79 e ritrovata a seguito degli scavi archeologici dell'antica Ercolano: deve il suo nome al ritrovamento di un piccolo armadietto in legno.

## Storia e descrizione
La casa venne costruita nel II secolo a.C. durante l'epoca sannitica: in seguito, in parte modificata, venne sepolta sotto una coltre di fango a seguito delle colate piroclastiche durante l'eruzione vesuviana del 79; le prime esplorazioni furono effettuate dagli ingegneri borbonici durante il XVIII secolo, come dimostra un cunicolo che ha in parte rovinato una parete dell'atrio, mentre venne riportata alla luce solo nel XX secolo con gli scavi di Amedeo Maiuri.
La casa del Sacello in Legno si trova lungo il cardo IV, ha un'estensione di circa centoottanta metri quadrati ed all'interno ha semplici decorazioni in primo e terzo stile, con pannelli in rosso, bianco e nero; superate le fauci, si accede all'atrio: questo presenta un impluvium centrale e camere lungo la parete est, ossia due cubicoli, in uno dei quali è presente una nicchia decorata, ricavata sotto lo spazio formato da una scala, mentre l'altro ha una parte del soffitto a volta, e lungo la parete ovest, dove si trova il tablino, pavimentato a cocciopesto con l'inserto di tessere bianche, disposte a motivi geometrici. Nell'atrio venne inoltre ritrovato un mobiletto in legno caratterizzato nella parte alta da un sacello che riproduceva un tempio con colonne corinzie, che conteneva una statuetta di Ercole, mentre all'interno della parte inferiore erano conservati oggetti di uso quotidiano come bottiglie di profumo e un piatto con agli. Dall'atrio due scale conducevano una ad alcune stanze che affacciavano direttamente sulla strada e l'altra ad una sala da pranzo, con loggia colonnata, che si apriva sul tablino. Un breve corridoio che costeggia il tablino conduce a due camere, le quali presentano semplici decorazioni parietali e, separate da un corridoio che funge da pozzo di luce, all'oecus: in questo ambiente, nello spazio sottostante ad una scala, è stato ricavato un ripostiglio, all'interno del quale furono ritrovate numerose anfore.